# Marian Wyka
Marian Wyka (ur. 30 lipca 1923 w Gaju Koniemłockim, zm. 8 stycznia 2001 w Pieszycach) – polski polityk ludowy, poseł na Sejm PRL III kadencji.

## Życiorys
Syn Jana i Antoniny. Uzyskał wykształcenie średnie.	Ukończył zaocznie Wieczorowy Uniwersytet Marksizmu-Leninizmu, pracował jako dyrektor uzdrowiska w Przerzeczynie-Zdroju. Wstąpił do Zjednoczonego Stronnictwa Ludowego, pełnił funkcję prezesa Powiatowego Komitetu ZSL w Dzierżoniowie. W 1961 został posłem na Sejm PRL z okręgu Ząbkowice Śląskie, w parlamencie zasiadał w Komisji Zdrowia i Kultury Fizycznej.
Został odznaczony Medalem 10-lecia Polski Ludowej (1955).